# Irving Kaplansky
Irving Kaplansky (22 mars 1917 à Toronto – 25 juin 2006 à Los Angeles) est un mathématicien canadien.

## Biographie
Né en Ontario après que ses parents eurent émigré de Pologne, il commença ses études à l'université de Toronto. Il fut l'un des cinq premiers Putnam fellows, en 1938 ce qui lui permit de continuer ses études à Harvard. Après un Ph.D. en 1941 comme premier doctorant de Saunders Mac Lane, Kaplansky fut professeur à l'université de Chicago de 1945 à 1984. Il dirigea le département de mathématiques de 1962 à 1967. En 1968, il reçut le prix Jeffery-Williams.
Il dirigea plus de cinquante thèses, dont celles de Donald Ornstein, Joseph Rotman, Harold Widom, Hyman Bass et Günter Lumer.
« Kap », comme l'appelaient ses amis et ses collègues, apporta des contributions majeures à la théorie des groupes, des anneaux, des algèbres d'opérateurs et des corps. Il publia plus de 150 articles avec plus 20 coauteurs. Son nombre d'Erdős est 1. Il fut membre de l'Académie nationale des sciences et de l'Académie américaine des arts et des sciences. Il dirigea le MSRI de 1984 à 1992 et fut président de l’American Mathematical Society en 1985-86. Sa carrière fut couronnée en 1989 par un prix Leroy P. Steele.
Kaplansky était aussi un pianiste accompli, connu pour sa participations aux représentations de Gilbert et Sullivan à Chicago. Sa musique était souvent basée sur des thèmes mathématiques. L'une de ses compositions, A Song About Pi, est une mélodie construite en assignant des notes aux quatorze premières décimales de pi. Sa fille, la chanteuse-compositrice Lucy Kaplansky (en), reprend parfois ce morceau dans ses spectacles.

## Sélection de publications
- (en) Commutative Rings, University of Chicago Press, 1974, 182 p. (ISBN 0-226-42454-5)
- (en) Fun with Mathematics: Some Thoughts from Seven Decades (vidéo d'une conférence)